# Roddy Julienne
Pour les articles homonymes, voir Julienne.
Roddy Julienne est un auteur-compositeur-interprète français, né en 1952 en Martinique. Il est le compositeur de l'émission télévisée à succès pour la jeunesse Les Minikeums. Il est aussi l'auteur et le compositeur des chansons du spectacle Oui-oui et le cadeau surprise. Dans cette bande-son, il tient les rôles de Sournois et de Whiz. Il joue aussi des claviers et participe aux chœurs.
C’est un habitué des comédies musicales de Mayflower à Moïse en passant par Starmania. Il tient le rôle de Clopin dans Notre-Dame de Paris d’octobre 1998 à novembre 2006.
Il fait partie du jury de L'École des fans sur Gulli[réf. souhaitée].

## Interprétations
- 1982 : Ticket chic, ticket choc (Isabelle Dumont - Germinal Tenas)

## Compositions
- 1993 : Les Minikeums (série sur France 3)
- 1995 : Carmen Sandiego (jeu sur France 3)
- 1996 : Micro kid's (émission multimédia sur France 3)
- 1998 : Tribal x et Pirates de la TV (TF1)
- 1999 : Tôt ou tard (musique du film)
- 2000 : Bécassine et le Trésor viking (chansons du film)
- 2002 : Pinocchio le robot (chansons du film)
- 2003 : Ratz (série tv d'animation sur France 3 et Canal J)
- 2004 : Toupou (série d'animation sur le câble)
- 2005 : Uncle Ben's (pub TV)
- 2005 : Quand l'amour s'emmêle (théâtre du Palais Royal)
- 2006 : Oui-Oui (version française de la comédie musicale)
- 2007 : Si c'était lui..., un film de Anne-Marie Étienne
- 2009 : Oui-Oui et le cadeau surprise (auteur compositeur des chansons françaises)
- 2010 : Les enfants, EP issu du projet Za7ie de Zazie : écriture, composition et interprétation de la chanson A la terre avec "sa tribu"
- 2017 : Safari Go ! (jeu sur Gulli)

## Filmographie
- 1978 : Médecins de nuit sur Antenne 2
- 1981 : Les Héroïques de Joël Santoni
- 1982 : Merci Bernard (jusqu'en 1986) sur France 3